# ゾピクロン
ゾピクロン（英語: Zopiclone）は、シクロピロロン系の睡眠障害改善剤であり、非ベンゾジアゼピン系の超短時間作用型睡眠薬として知られている。GABA受容体へ影響することでGABA系の抑制機構を増強する点ではベンゾジアゼピン系の薬物と似ている。睡眠への影響では改良されている。日本では1989年からアモバンが販売され、後発医薬品も存在する。うち薬効を有する鏡像異性体を分別した薬剤がエスゾピクロン（ルネスタ）である。
連用により依存症、急激な量の減少により離脱症状を生じることがある。薬機法の習慣性医薬品、麻薬及び向精神薬取締法の第三種向精神薬に指定されている。

## 歴史
フランス国有（当時）の化学・製薬会社、ローヌ・プーラン（Rhône-Poulenc）が創薬した。フランスでは、1987年にImovaneの商品名で発売された。
日本では1989年（平成元年）から、アモバンの商品名で発売されている。当時は中外製薬と吉富製薬が提携販売。2015年時点では、サノフィ製造・日医工販売。

## 薬理
深い眠り（徐波睡眠のステージ3と4）を増加させ、レム睡眠に対する影響は少ない。
ゾピクロンはラセミ混合物（R体とS体）であり、光学分割して得られたS体の製剤がエスゾピクロン（ルネスタ）である。

## 適応
- 不眠症
- 麻酔前投薬

## 副作用
副作用として、薬物依存性、呼吸抑制、一過性前向性健忘、口渇、めまい、ふらつき、自制が効かなくなるなどがある。

### 苦味
ゾピクロンは承認時までの臨床試験において、約8%の被験者に口の中での苦味が発現している。

### 依存性
日本では2017年3月に「重大な副作用」の項に、連用により依存症を生じることがあるので、用量と使用期間に注意し慎重に投与し、急激な量の減少によって離脱症状が生じるため、徐々に減量する旨が追加され、厚生労働省よりこのことの周知徹底のため関係機関に通達がなされた。
医薬品医療機器総合機構からは、必要性を考え漫然とした長期使用を避ける、用量順守と類似薬の重複の確認、また慎重に少しずつ減量する旨の医薬品適正使用のお願いが出されている。調査結果には、日本の診療ガイドライン5つ、日本の学術雑誌8誌による要旨が記載されている。

## 法規制
ルネスタを除くゾピクロン製剤（アモバンやアモバンの後発医薬品）は2016年に「向精神薬指定」された為「フルニトラゼパム（サイレース）」や「エチゾラム（デパス）」同様１ヵ月最大30日分までしか処方出来ないよう規制されている。
また個人輸入、輸入代行業者を用いての購入や様々な病院や診療所、クリニックを回り大量に処方してもらうのも禁じられている。